# 世界金融大厦
世界金融大厦是一個位于中華人民共和國上海市浦东新区的辦公樓。

## 历史
高212米，地上43层，地下3層，1994年6月18日開工建設，2000年5月8日竣工。它是由利安设计。中国建设银行上海浦東分行在此辦公。

## 另見
- 上海市摩天大樓列表

## 外部鏈接
- 世界金融大厦在Emporis地產資料庫

- SkyscraperPage数据库中世界金融大厦的数据